# Salvem el món
Salvem el món var Andorras bidrag i Eurovision Song Contest 2007. Den är på katalanska och engelska och framfördes av musikgruppen Anonymous. Med den kom gruppen på tolfte plats i semifinalen. Låten handlar om att alla måste vara med och göra sin del för att världen ska bli en bättre plats och att det inte ännu är för sent för att förbättra sig. Många trodde att det var den globala uppvärmningen som pojkarna syftade på med texten.